# High Enough
«High Enough» es un sencillo del supergrupo de rock Damn Yankees. La canción significó un exitoso debut de la banda, ya que logró posicionarse en el número 1 de las listas AOR, manteniéndose allí por varias semanas y convirtiéndose en su más exitoso sencillo.
- Datos: Q5755391